# الکساندر لازارف (هنرپیشه)
الکساندر سرگئیوویچ لازارف (روسی: Алекса́ндр Серге́евич Ла́зарев؛ ۳ ژانویهٔ ۱۹۳۸ – ۲ مهٔ ۲۰۱۱) بازیگر اهل روسیه بود. وی بین سال‌های ۱۹۶۱ تا ۲۰۱۰ میلادی فعالیت می‌کرد.
وی همچنین برندهٔ جوایزی همچون جایزه دولتی اتحاد شوروی و هنرمند مردمی جمهوری شوروی فدراتیو سوسیالیستی روسیه شده‌است.